# Alfonso Frangipane
Alfonso Frangipane (Catanzaro, 11 luglio 1881 – Reggio Calabria, 21 gennaio 1970) è stato un pittore, disegnatore, decoratore, saggista e studioso dell'arte italiano, che si è occupato del patrimonio artistico della Calabria.

## Biografia
Alfonso nacque da Francesco Frangipane e Maria Papaleo, di origine fiorentina. Il padre avviò il piccolo Alfonso all'arte, in quanto egli stesso era  pittore, decoratore e affreschista e la madre lo spronò ad eseguire illustrazioni di riviste del tempo. Mentre frequenta le scuole elementari, la sera si dedica a corsi di Scuola di disegno, allestita dallo stesso padre; finché nel 1900 partecipa e vince un concorso che gli dà la possibilità di studiare a Napoli, dove frequenta la Scuola del Museo artistico industriale e si distingue per l'arte del disegno. L'anno seguente si iscrive al Regio Istituto delle belle arti dove riesce a diplomarsi al corso speciale di decorazione grazie all'aiuto dei suoi maestri, quali Stanislao Lista, Michele Tedesco, Ignazio Perricci. Tornato a Catanzaro, si dedica alla decorazione della sala da ballo del Casino d'Unione del palazzo Fazzari, le scale della farmacia Leone, la Cappella della Vergine nella Cattedrale, la sala da ballo del palazzo Gironda-Veraldi dove collabora Luigi Franciosa. Nel 1907 dirige a Catanzaro la scuola serale di disegno per artigiani, dove inserisce l'alternanza tra pratica e teoria, insegnando non solo l'arte del disegno ma anche la storia dell'arte.
Arriva a Reggio Calabria nel 1908, anno del terremoto ed è costretto a tornare nel paese natio. Poco dopo sposa a Firenze Vittoria Ferrati dalla quale avrà 5 figli.
Fu l'organizzatore della prima Mostra d'arte calabrese a Catanzaro del 1912 e delle Biennali calabresi d'arte e di artigianato di Reggio Calabria fino al 1947 dove garantì la partecipazione di artisti e artiste conosciute durante il periodo napoletano, come ad esempio la pittrice Pia Galise. Durante la guerra divenne direttore onorario del Museo Provinciale di Catanzaro.
Nel 1919 si trasferì a Reggio Calabria come titolare del Regio istituto magistrale e aprì una bottega d'arte per la valorizzare gli artisti calabresi. Fondò nel 1920 istituì la Prima Mostra Calabrese dell'arte Moderna, durante la quale si affiancò a notevoli artisti del sud Italia; presentò opere scultoree di Domenico Augimeri e l'architettura di Pietro de Nava e l'archeologia di Paolo Orsi. Lavorò accanto all'artista Francesco Jerace, anch'egli conosciuto nel periodo napoletano. Fonda nello stesso periodo l'"Istituto d'arte di Reggio Calabria" cui fece seguito il "Liceo artistico" ed il Museo nazionale della Magna Grecia nella stessa città. Nel 1921 fonda la Scuola serale dell'arte "Mattia Preti", intorno alla quale ruoteranno gli artisti più importanti della Calabria.
Sempre a Reggio Calabria nel 1922 fondò e diresse la rivista Brutium, organo ufficiale dell'Accademia di belle arti della città.
Fu autore di varie pubblicazioni a carattere artistico, tra cui, per il Poligrafico dello Stato, L'inventario degli oggetti d'arte del 1933, e L'elenco degli edifici monumentali della Calabria del 1938.
Dal 1923 al 1927 tenne una serie di mostre nell'ambito della sezione calabrese, voluta da Ugo Ortona, della Biennale delle arti decorative di Monza.
Fu commissario per la Calabria del Sindacato nazionale fascista delle belle arti (1933).
Nel 2009 è stata organizzata un convegno in suo onore dal titolo "Alfonso Frangipane e la cultura artistica in Calabria del '900 in Calabria", gestita dalla Direzione Regionale dei Beni Culturali e Paesaggistica della Calabria.

## Caratteristiche artistiche
Avviato sin da bambino dal padre all'arte della pittura, della scultura e degli affreschi, Alfonso segue lo stile neorinascimentale del padre e disegna fiori o allegorie scegliendo soggetti sia per sfondi sacri, che per sfondi profani. Tra i soggetti troviamo molti nudi.
La vena decorativa e architettonica emerge nei numerose opere, tra cui la sala da ballo del Casino d'Unione del Palazzo Fazzari e il soffitto del "fumoir" del teatro comunale. Nella seconda parte della sua vita, dedita al restauro della città di Reggio Calabria distrutta dalla guerra, continua ad impegnarsi nella realizzazione di pezzi di arredamento con impronta liberty, ispirandosi all'arte calabrese.
Si distingue anche per lavori su pergamena ed in particolare per la copertina dell'album "Micco Spadaro" donato al Presidente della Repubblica francese con illustrazioni di pagine miniate sullo stile trecentesco ed esposte alla Promotrice.

## Opere
- Decorazione del Casino d'Unione del palazzo Fazzari
- Scale della farmacia Leone
- Cappella della Vergine nella Cattedrale
- Sala da ballo del palazzo Gironda-Veraldi

## Pubblicazioni
- Mattia Preti - Il cavalier calabrese, Casa editrice Alpes, 1929,  p. 199, SBN SBL0730336.